# Phelsuma pronki
Phelsuma pronki este o specie de șopârle din genul Phelsuma, familia Gekkonidae, descrisă de Seipp 1994. A fost clasificată de IUCN ca specie pe cale de dispariție (stare critică). Conform Catalogue of Life specia Phelsuma pronki nu are subspecii cunoscute.